# فردریک شوبرل
فردریک شوبرل (زاده ۱۷۷۵ و درگذشته ۱۸۵۳ میلادی) ویراستار، مترجم، روزنامه‌نگار و نویسنده اهل بریتانیا بود. یکی از آثار او «کتاب پرشیا» است که در سال ۱۸۲۸ میلادی در فیلادلفیا منتشر شد.

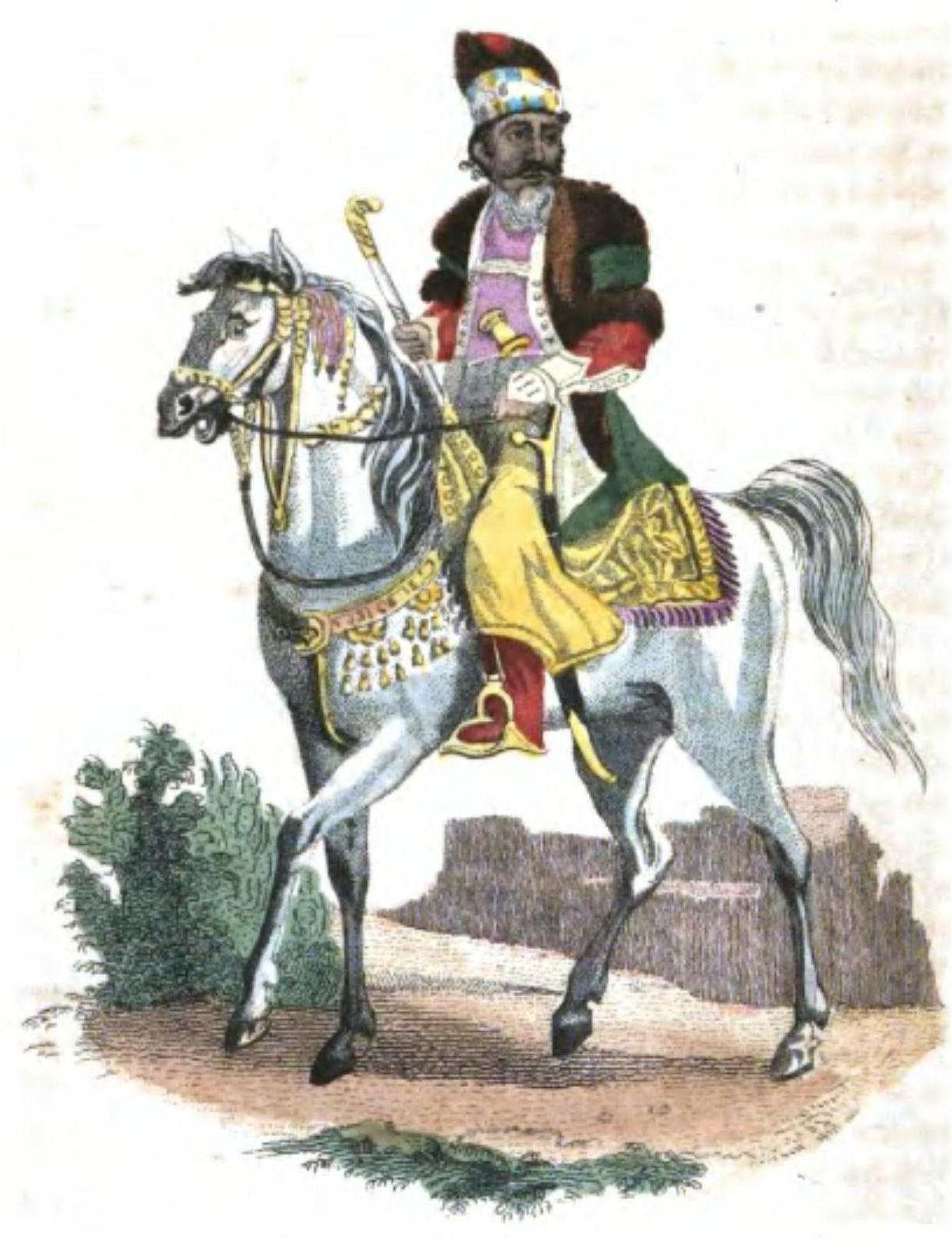
مقام عالیرتبهٔ ایرانی در کتاب پرشیا